# Stronti chloride
Stronti chloride (công thức hóa học: SrCl2) là muối của stronti và chloride. Là một muối điển hình, tạo ra các dung dịch nước trung hòa. Giống như những hợp chất stronti (Sr) khác, muối stronti chloride phát ra màu đỏ khi cháy trong lửa; trên thực tế được dùng như chất tạo màu đỏ trong pháo hoa.

## Điều chế
Stronti chloride có thể được điều chế bằng cách xử lý stronti hydroxide (hoặc stronti cacbonat) với axit clohiđric:
Sr(OH)2 + 2 HCl → SrCl2 + 2 H2O
Kết tinh hóa dung dịch nước lạnh cho ra tinh thể ngậm nước (hexahydrate), SrCl2·6H2O. Khử nước ra khỏi muối stronti chloride có nhiều giai đoạn, bắt đầu khử từ nhiệt độ trên khoảng 61 °C (142 °F). Sự khử nước diễn ra hoàn toàn ở nhiệt độ 320 °C (608 °F).

## Sử dụng
Stronti chloride là tiền chất của các nhiều hợp chất stronti khác, như stronti cromat (SrCrO4) màu vàng, được dùng làm chất chống ăn mòn cho nhôm:
SrCl2 + Na2CrO4 → SrCrO4 + 2 NaCl
Thường được sử dụng làm tác nhân tạo ra màu đỏ trong pháo hoa. Ngoài ra, còn được sử dụng với số lượng nhỏ trong làm kính và luyện kim. Đồng vị phóng xạ stronti-89 dưới dạng stronti chloride, dùng để điều trị ung thư xương. Những hồ nước nuôi cá thủy sinh tại thủy cung cũng cần một lượng nhỏ stronti chloride, trong việc tạo ra bộ xương ngoài của một số loài sinh vật phù du.

### Nghiên cứu sinh học
Sự tiếp xúc với stronti chloride trong thời gian ngắn dẫn đến kích hoạt sinh sản đơn tính ở noãn bào được sử dụng trong nghiên cứu sinh học tiến hóa.